# 阿拉坦汗 (喀尔喀)
喀尔喀蒙古的西北部在明末清初时期有和托辉特部，俄罗斯文獻称之為阿勒坦汗王朝，其三位浑台吉被欧洲人称为阿勒坦汗。
阿什海（达延汗的孙子，札萨克图汗部的祖先）弟弟诺诺和的长子阿巴岱年轻时征服西迁的卫拉特，其子锡部古泰监制卫拉特，以“珲台吉”为称号。1588年，阿巴岱死后，锡部古泰败于卫拉特。1606年，阿什海的孙子赉瑚尔进攻卫拉特获胜，派堂兄弟硕垒乌巴什重建珲台吉政权，管理卫拉特。1620年，准噶尔部首领哈剌忽剌攻打阿拉坦汗王朝，结果惨败，硕垒乌巴什夺得亚梅什盐湖附近的牧地。
1623年，四卫拉特合兵反击阿拉坦汗王朝，硕垒乌巴什被卫拉特勇士赛因色尔滕吉刺杀。其子俄木布额尔德尼即位。1630年，卫拉特和硕特部首领固始汗、准噶尔部首领哈剌忽剌率军攻打阿拉坦汗王朝，鄂木布额尔德尼战败，卫拉特获得天山草原牧场。1640年9月，在塔尔巴哈台地方的乌兰伯勒奇尔卫拉特和喀尔喀会盟。鄂木布额尔德尼和喀尔喀车臣汗硕垒的儿子、札萨克图汗素巴第、土谢图汗衮布，还有卫拉特和硕特汗国的固始汗、土尔扈特的和鄂尔勒克、准噶尔汗国的巴图尔珲台吉一起会盟，制定了《喀尔喀卫拉特法典》。
1652年，鄂木布额尔德尼去世，其子额磷沁罗卜藏即位。额磷沁罗卜藏坚持抵制俄罗斯的扩张。1662年，额磷沁罗卜藏攻杀札萨克图汗旺舒克，立绰默尔根为札萨克图汗。土谢图汗察珲多尔济和准噶尔汗僧格东西两路夹击阿拉坦汗王朝。察珲多尔济击败额磷沁罗卜藏，额磷沁罗卜藏逃到叶尼塞河上游。1667年，额磷沁罗卜藏被僧格俘虏。僧格砍下额磷沁罗卜藏的右手，将狗肉塞进他的嘴里侮辱他。后额磷沁罗卜藏脱逃，1682年，又被札萨克图汗所擒，1691年多伦会盟之后，额磷沁罗卜藏投降了清朝。